# ایمپرشنز
ایمپرشنز (انگلیسی: The Impressions) گروه موسیقی آمریکایی بود که سال ۱۹۵۸ در چاتانوگا، تنسی شکل گرفت و بیشتر در سبک‌های آراندبی، سول، گاسپل و دو وپ فعالیت می‌کرد.
گروه ایمپرشنز بیشتر به خاطر مجموعه‌ترانه‌های پرطرفدارش در دههٔ ۱۹۶۰ مشهور است که با تأثیر از موسیقی گاسپل ساخته می‌شد. مشهورترین ترانهٔ ایمپرشنز «مردم آماده شوید» نام دارد که به خاطر آن در سال ۱۹۹۸ به تالار مشاهیر گرمی راه یافتند. نام گروه به تالار مشاهیر راک اند رول نیز راه یافته است.